# Je suis une célébrité, sortez-moi de là !
Je suis une célébrité, sortez-moi de là ! était une émission de télévision française de téléréalité diffusée sur TF1.
C'est la version française du format international de téléréalité I'm a Celebrity… Get Me Out of Here!.
La première saison s'est déroulée du 14 au 28 avril 2006.
Le 10 septembre 2018, TF1 annonce une 2e saison pour l'année télévisuelle 2019,. Elle est diffusée du 9 juillet au 20 août 2019.

## Présentation et diffusion
La première saison est présentée par Jean-Pierre Foucault et Christophe Dechavanne du 14 au 28 avril 2006. Elle est produite par Endemol. Le programme, diffusé sur TF1, se compose d'émissions quotidiennes diffusées en avant-soirée à 18 h 25 (heure française) et de deux prime-time à 20 h 50 (heure française) retransmis en direct depuis Teresópolis au Brésil.
Pour la deuxième saison, Christophe Dechavanne reste aux commandes, au côté cette fois-ci de Laurence Boccolini, après que Camille Combal a décliné la proposition. C'est la deuxième fois que Boccolini anime un jeu de ce type, après Première Compagnie en 2005. L'équipe de tournage est partie en Afrique du Sud à la fin du mois de février 2019 jusqu'à fin mars 2019[réf. nécessaire], l'émission a été enregistrée dans le Parc national Kruger, là où la version australienne est enregistrée depuis 2015. Un épisode est diffusé tous les mardis en première partie de soirée sur TF1 à compter du 9 juillet 2019. Cette saison est réalisée par ITV Studios France.

## Principe
Le principe est de mettre des célébrités dans des conditions de confort très médiocre en pleine jungle et leur demander d'accomplir chaque jour des épreuves. Chaque candidat joue pour une association de son choix.

### Saison 1
Les épreuves permettent soit de gagner des repas (épreuve de survie), soit des éléments de confort (épreuve de luxe), soit de l'argent pour les associations (épreuve du coffre). Une cagnotte, constituée lors des « chasses au trésor », est divisée en douze, tandis que 50 000 € sont promis au vainqueur pour l'association qu'il défend.
Les célébrités sont éliminées chaque jour en direct par le public à partir de la deuxième semaine. Quatre d'entre elles se disputent la finale retransmise en direct.

### Saison 2
Les épreuves se distinguent de trois façons : 
- L'épreuve des étoiles permet en échange des étoiles gagnées de choisir des biens ou de la nourriture pour améliorer la vie sur le camp ;
- L'épreuve du coffre permet de faire gagner de l'argent pour l'association ;
- L'épreuve éliminatoire : la célébrité qui arrive dernière est définitivement éliminée.

## Déroulement des saisons
| Saison | Date de lancement | Date de la finale | Jours dans le camp | Nombre de candidats | Places d'honneur | Places d'honneur   | Places d'honneur  |
| Saison | Date de lancement | Date de la finale | Jours dans le camp | Nombre de candidats | Vainqueur        | Deuxième           | Troisième         |
| ------ | ----------------- | ----------------- | ------------------ | ------------------- | ---------------- | ------------------ | ----------------- |
| 1      | 14 avril 2006     | 28 avril 2006     | 16                 | 12                  | Richard Virenque | Filip Nikolic      | Loana Petrucciani |
| 2      | 9 juillet 2019    | 20 août 2019      | 22                 | 11                  | Gérard Vives     | Frédérick Bousquet | Capucine Anav     |

Légende :
- Vainqueur
- Deuxième place
- Troisième place

### Saison 1 (2006)

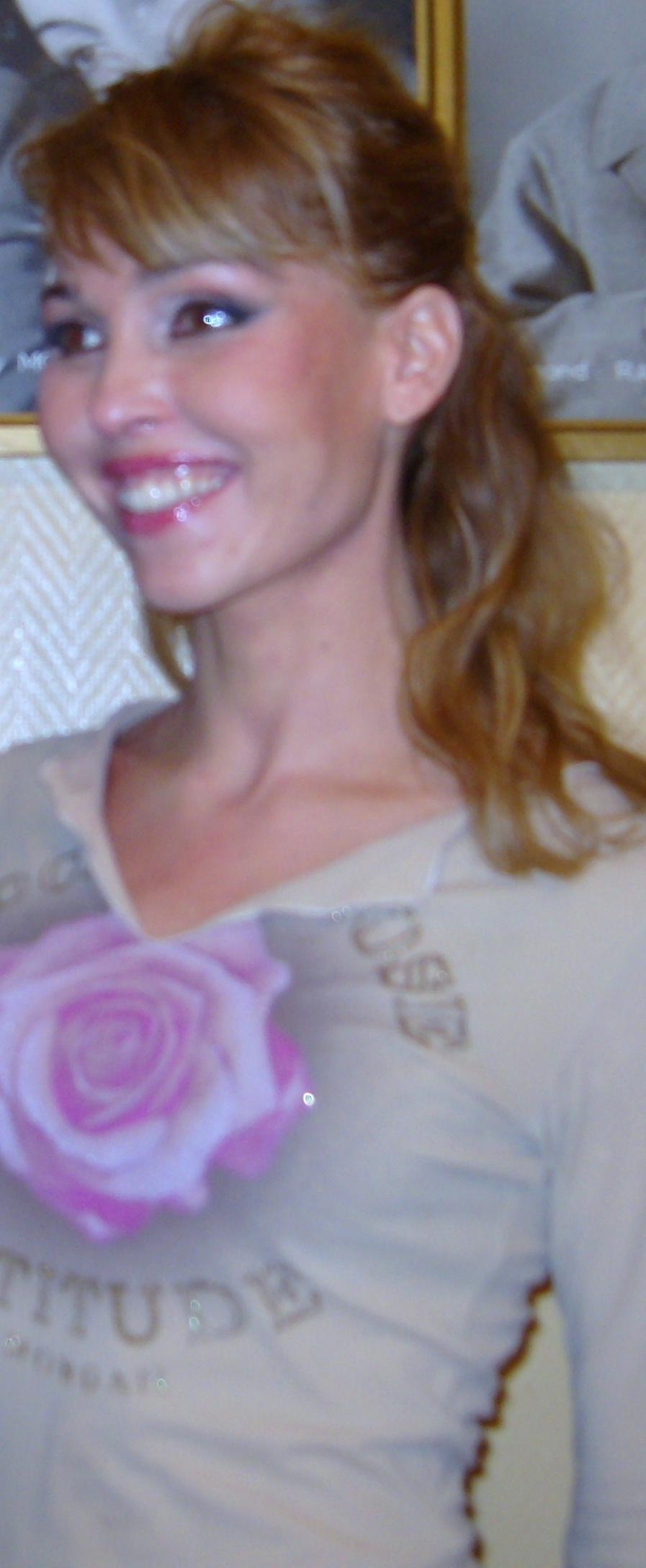
Indra
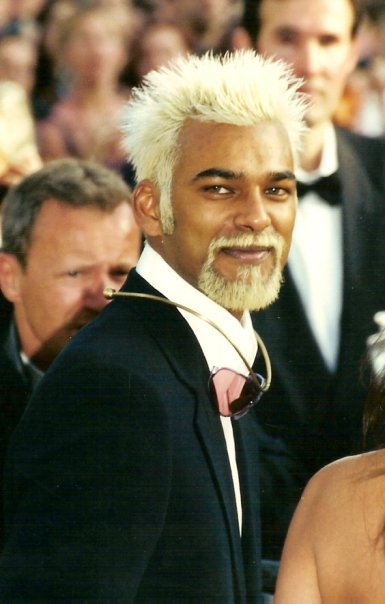
Satya Oblette
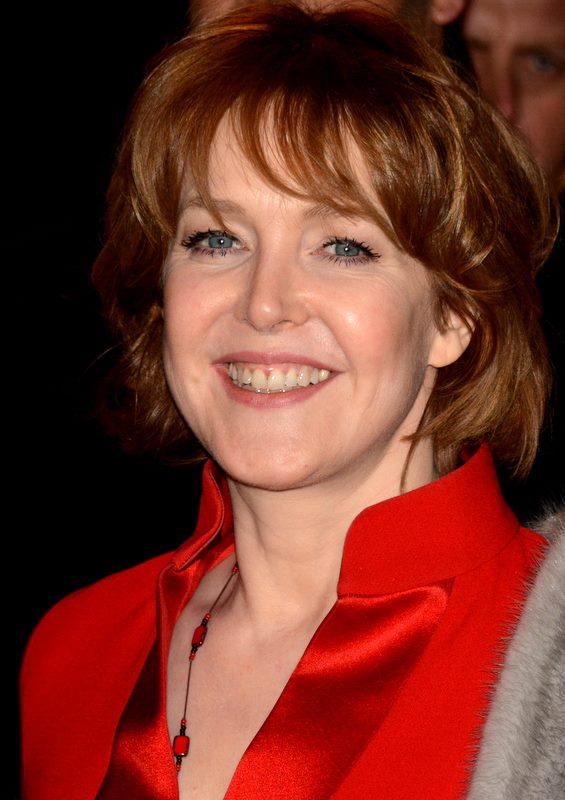
Agnès Soral

12 célébrités sont candidates.
| Nom                        | Âge    | Profession                                                            | Période télévisuelle     | Période sur le camp | Statut    | Association défendue                                                           |
| -------------------------- | ------ | --------------------------------------------------------------------- | ------------------------ | ------------------- | --------- | ------------------------------------------------------------------------------ |
| Richard Virenque           | 36 ans | coureur cycliste                                                      | 14 avril — 28 avril 2006 | Jour 1 — 16         | 1re place | Le chêne et le roseau                                                          |
| Filip Nikolic              | 31 ans | comédien, chanteur (ex-membre du boys band 2Be3)                      | 14 avril — 28 avril 2006 | Jour 1 — 16         | 2e place  | Rêves                                                                          |
| Loana Petrucciani          | 28 ans | mannequin, chanteuse, gagnante de la première saison de Loft Story    | 14 avril — 28 avril 2006 | Jour 1 — 16         | 3e place  | Orphelins de sapeurs-pompiers                                                  |
| Marielle Goitschel         | 60 ans | championne olympique de ski alpin                                     | 14 avril — 28 avril 2006 | Jour 1 — 16         | finaliste | Lesch-Nyhan Action (LNA)                                                       |
| Charles-Philippe d'Orléans | 33 ans | prince du sang de France, neveu du « comte de Paris Henri d'Orléans » | 14 avril — 27 avril 2006 | Jour 1 — 15         | éliminé   | Ordre de Saint-Lazare                                                          |
| Benjamin Bove              | 24 ans | Mannequin, animateur de télévision                                    | 14 avril — 27 avril 2006 | Jour 1 — 15         | éliminé   | Robert Debré                                                                   |
| Indra                      | 38 ans | chanteuse                                                             | 14 avril — 26 avril 2006 | Jour 1 — 14         | éliminée  | Louis Carlesimo                                                                |
| Omar Harfouch              | 37 ans | homme d'affaires libanais                                             | 14 avril — 25 avril 2006 | Jour 1 — 13         | éliminé   | Reporters sans frontières                                                      |
| Satya Oblette              | 30 ans | Mannequin                                                             | 14 avril — 24 avril 2006 | Jour 1 — 12         | éliminé   | SOS Hépatites                                                                  |
| Delphine de Turckheim      | 32 ans | Mannequin, comédienne et animatrice de télévision                     | 14 avril — 23 avril 2006 | Jour 1 — 11         | éliminée  | Centre Belge d'Éducation Thérapeutique pour Infirmes Moteurs Cérébraux (CBIMC) |
| Agnès Soral                | 45 ans | comédienne                                                            | 14 avril — 22 avril 2006 | Jour 1 — 10         | éliminée  | Aquaverde                                                                      |
| Sonia Dubois               | 42 ans | animatrice de télévision et comédienne                                | 14 avril — 21 avril 2006 | Jour 1 — 9          | éliminée  | Handi'Art                                                                      |

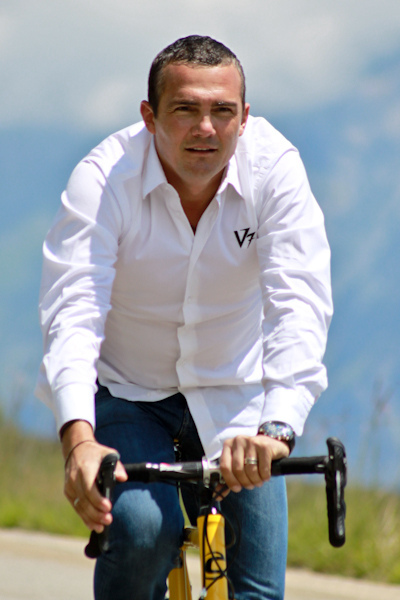
Richard Virenque
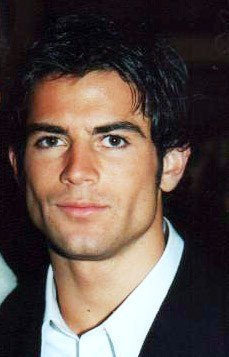
Filip Nikolic
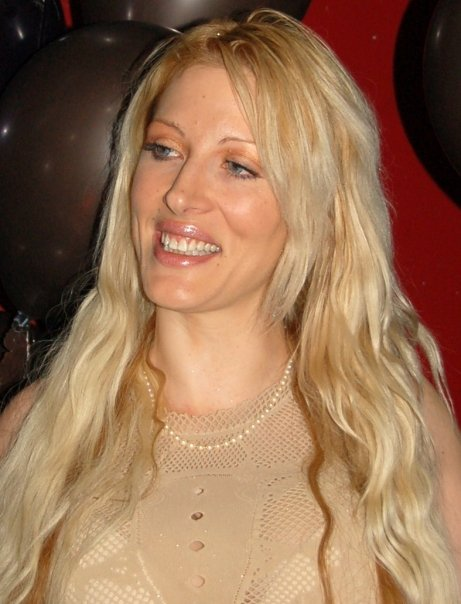
Loana Petrucciani
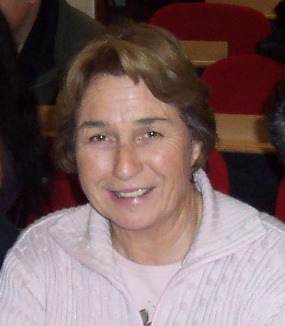
Marielle Goitschel

- Indra
- Satya Oblette
- Agnès Soral

#### Résultats et éliminations
| Célébrités       |      |      |      |      |      |      |      |           |
| Célébrités       | Jour | Jour | Jour | Jour | Jour | Jour | Jour | Jour      |
| Célébrités       | 9    | 10   | 11   | 12   | 13   | 14   | 15   | 16 Finale |
| ---------------- | ---- | ---- | ---- | ---- | ---- | ---- | ---- | --------- |
| Richard          |      |      |      |      |      |      |      | 1re       |
| Filip            |      |      |      |      |      |      | 4e   | 2e        |
| Loana            |      |      |      |      |      |      |      | 3e        |
| Marielle         |      | 10e  |      |      | 7e   |      |      | 4e        |
| Charles-Philippe |      |      |      |      |      |      | 5e   |           |
| Benjamin         |      |      |      | 8e   |      | 6e   | 6e   |           |
| Indra            |      |      | 9e   |      |      | 7e   |      |           |
| Omar             | 11e  |      |      |      | 8e   |      |      |           |
| Satya            | 10e  |      |      | 9e   |      |      |      |           |
| Delphine         |      |      | 10e  |      |      |      |      |           |
| Agnès            |      | 11e  |      |      |      |      |      |           |
| Sonia            | 12e  |      |      |      |      |      |      |           |

Légende couleurs
 Indique que la célébrité est sauvée par le public.
 Indique que la célébrité est en ballotage.
 Indique que la célébrité est en ballotage et est éliminée.
Indique que la célébrité n'est plus sur le camp.
 Indique que la célébrité est troisième.
 Indique que la célébrité est deuxième.
 Indique que la célébrité est vainqueur.

### Saison 2 (2019)
11 célébrités sont candidates.
| Nom                 | Âge    | Profession                                        | Période télévisuelle        | Période sur le camp | Statut    | Gain      | Association défendue      |
| ------------------- | ------ | ------------------------------------------------- | --------------------------- | ------------------- | --------- | --------- | ------------------------- |
| Gérard Vives        | 56 ans | animateur, humoriste, comédien                    | 9 juillet — 20 août 2019    | Jour 1 — 22         | 1re place | 138 000 € | La Sapaudia               |
| Frédérick Bousquet  | 37 ans | nageur, champion du monde, d'Europe et de France  | 9 juillet — 20 août 2019    | Jour 1 — 22         | 2e place  | 30 000 €  | Graine de joie            |
| Capucine Anav       | 27 ans | candidate de télé-réalité                         | 9 juillet — 20 août 2019    | Jour 1 — 22         | 3e place  | 25 000 €  | Sourires d'enfants        |
| Giovanni Bonamy     | 29 ans | mannequin, influenceur                            | 9 juillet — 20 août 2019    | Jour 1 — 22         | finaliste | 25 000 €  | Global Gift Foundation    |
| Candice Pascal      | 34 ans | danseuse, chorégraphe de Danse avec les stars     | 9 juillet — 20 août 2019    | Jour 1 — 21         | Abandon   | 20 000 €  | Les petits Princes        |
| Nilusi              | 19 ans | chanteuse (ex-membre des Kids United), comédienne | 9 juillet — 13 août 2019    | Jour 1 — 18         | Éliminée  | 18 000 €  | L'UNICEF                  |
| Brahim Asloum       | 40 ans | champion olympique de boxe, comédien              | 9 juillet — 6 août 2019     | Jour 1 — 15         | Abandon   | 14 000 €  | Fondation Claude-Pompidou |
| Sloane              | 62 ans | chanteuse (ex-membre du duo Peter et Sloane)      | 9 juillet — 30 juillet 2019 | Jour 1 — 12         | Éliminée  | 12 000 €  | HAMAP-Humanitaire         |
| Alexandra Rosenfeld | 32 ans | Miss France 2006 et Miss Europe 2006              | 9 juillet — 23 juillet 2019 | Jour 1 — 9          | Abandon   | 10 000 €  | Action contre la faim     |
| Frédéric Longbois   | 56 ans | chanteur, comédien                                | 9 juillet — 16 juillet 2019 | Jour 1 — 6          | Abandon   | 8 000 €   | ELA                       |
| Julien Lepers       | 69 ans | animateur de télévision et de radio               | 9 juillet 2019              | Jour 1 — 3          | Éliminé   | 5 000 €   | L'orphelinat de la RATP   |

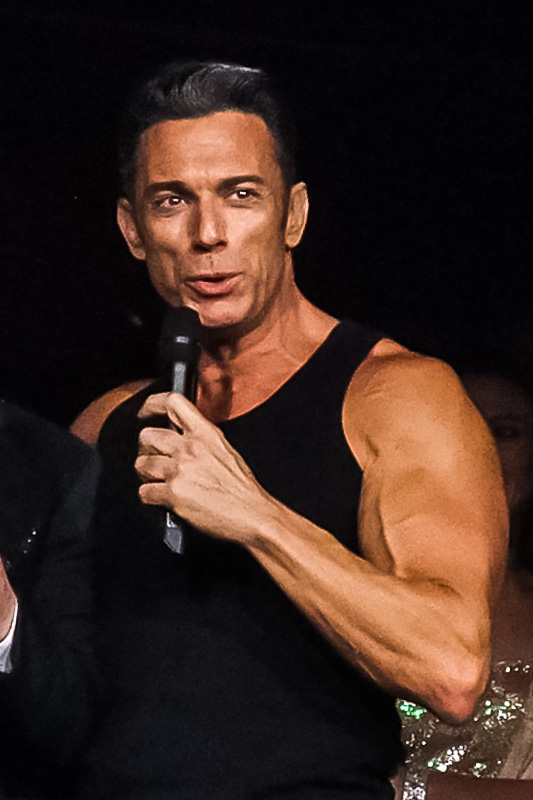
Gérard Vives
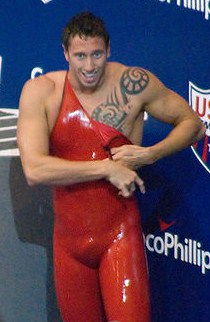
Frédérick Bousquet
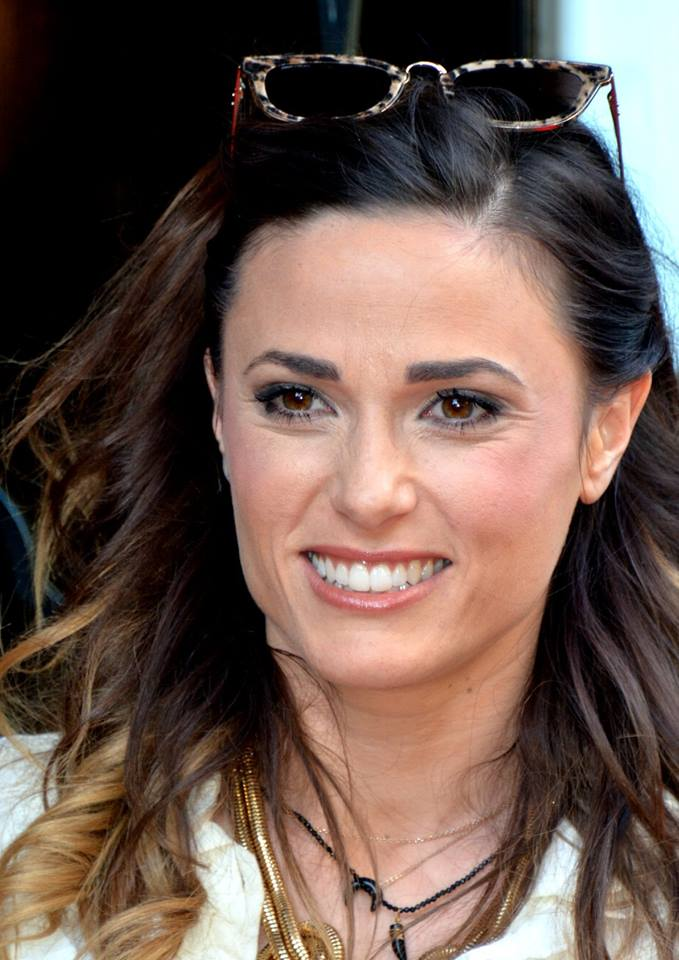
Capucine Anav
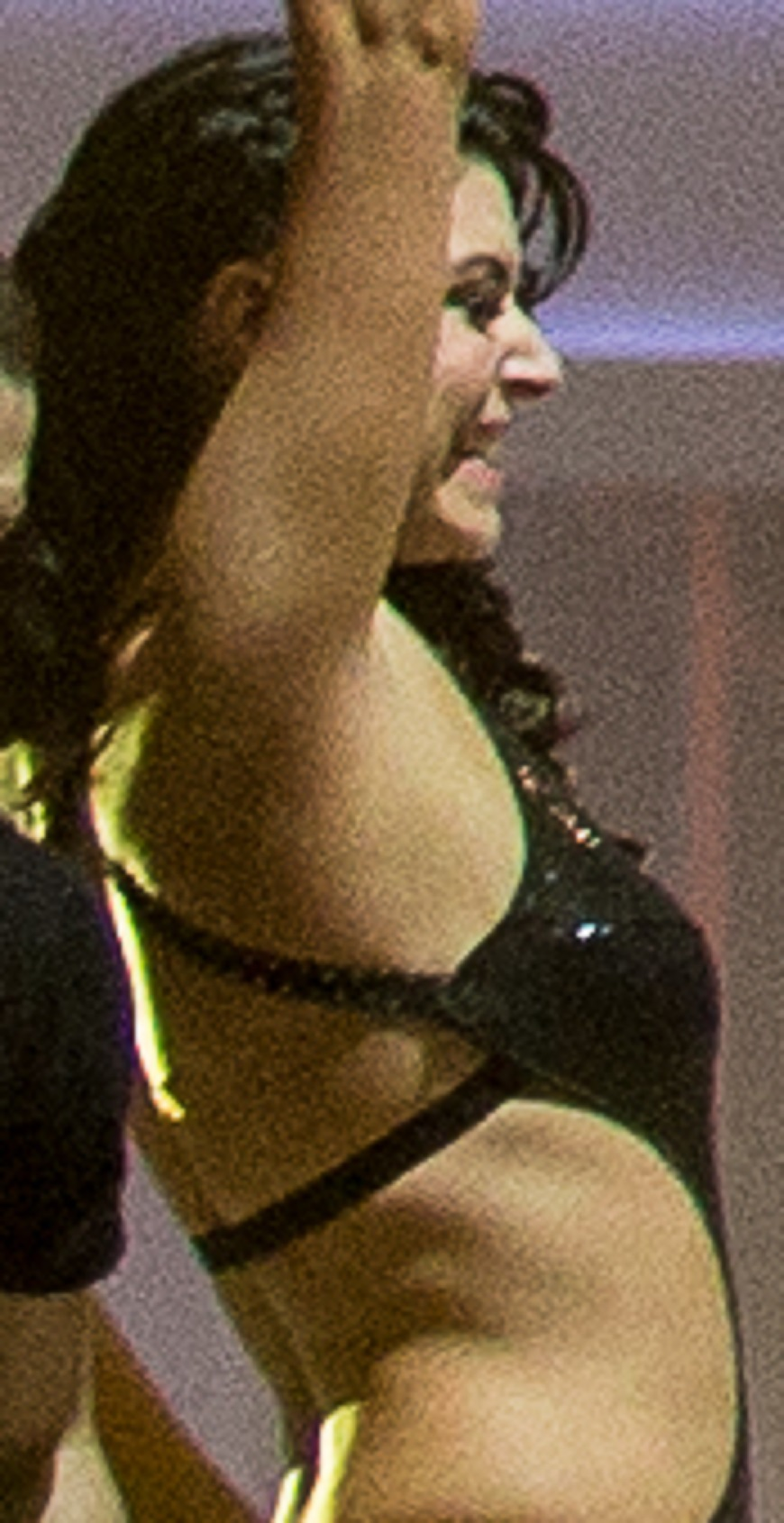
Candice Pascal
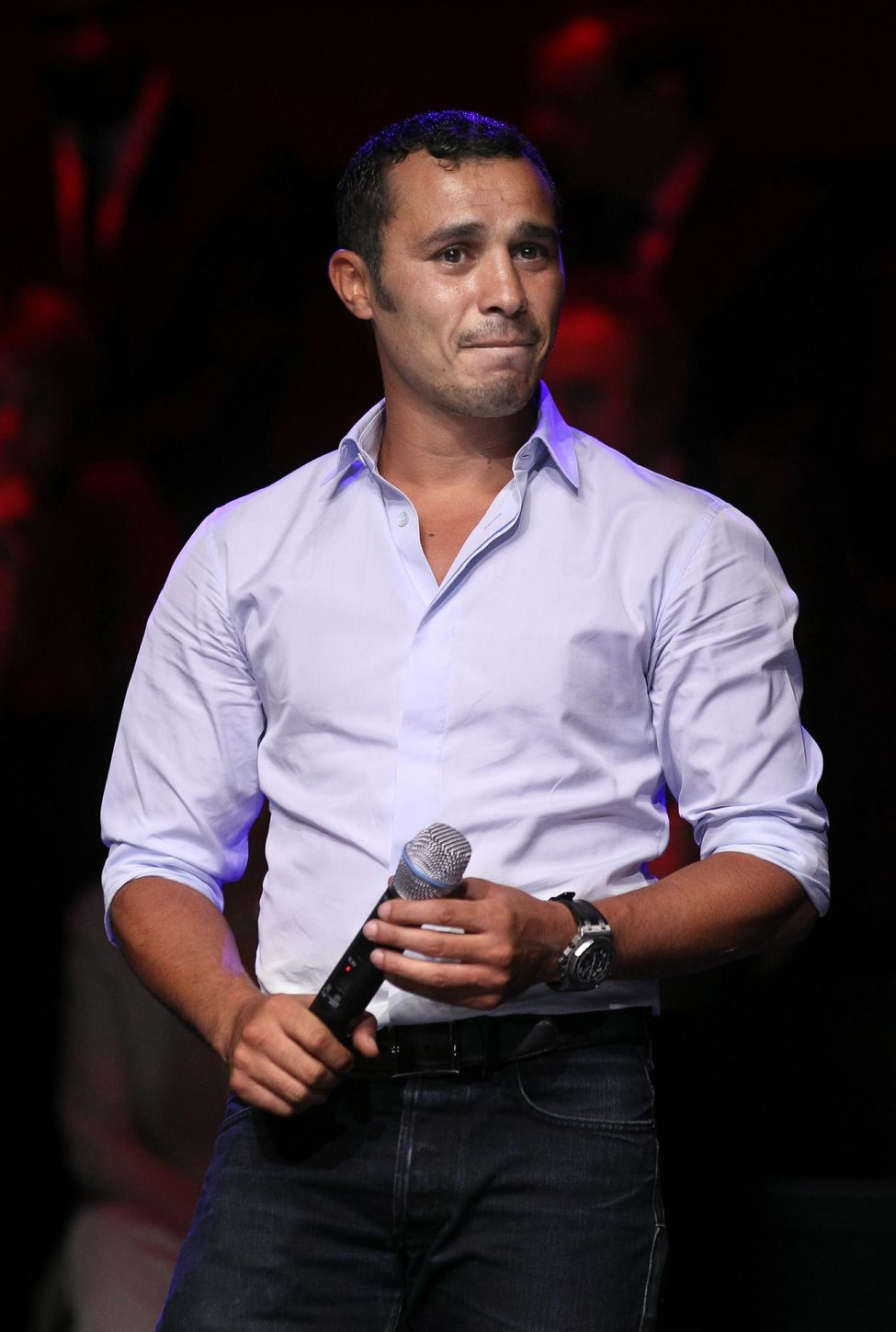
Brahim Asloum
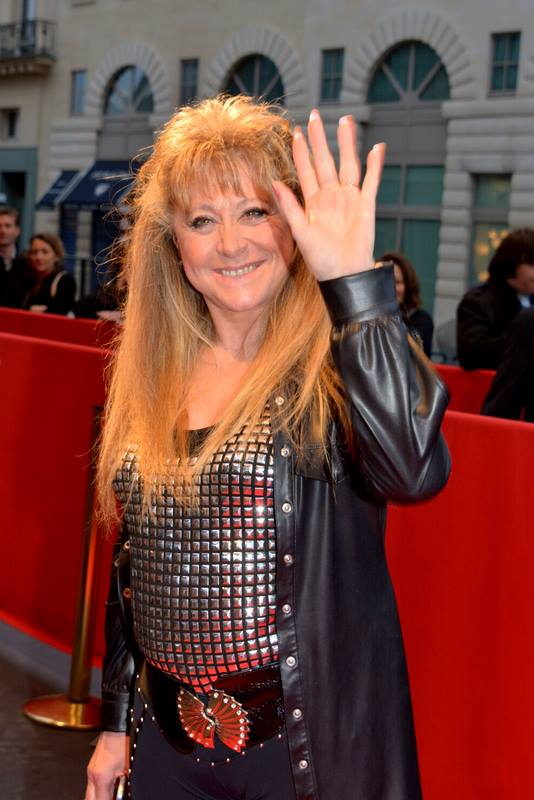
Sloane
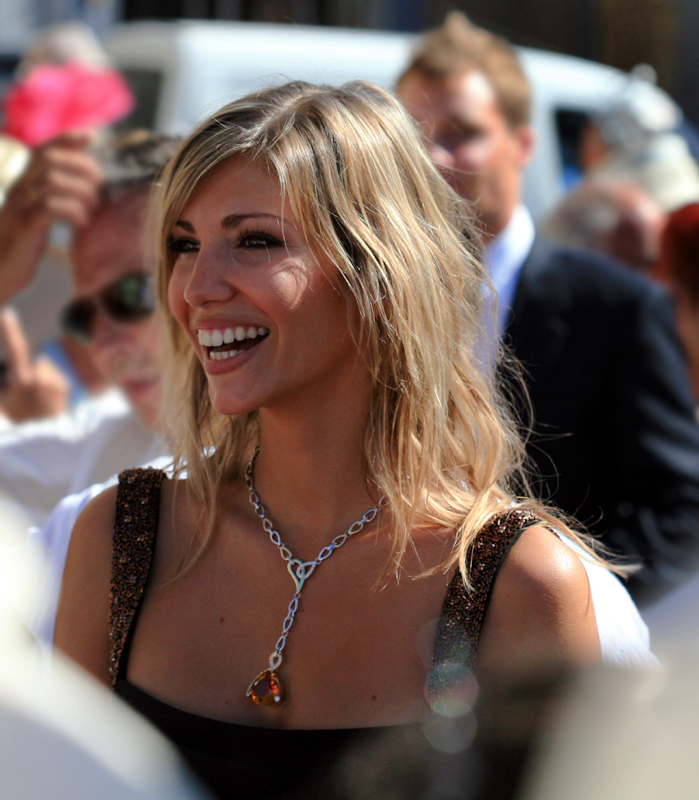
Alexandra Rosenfeld
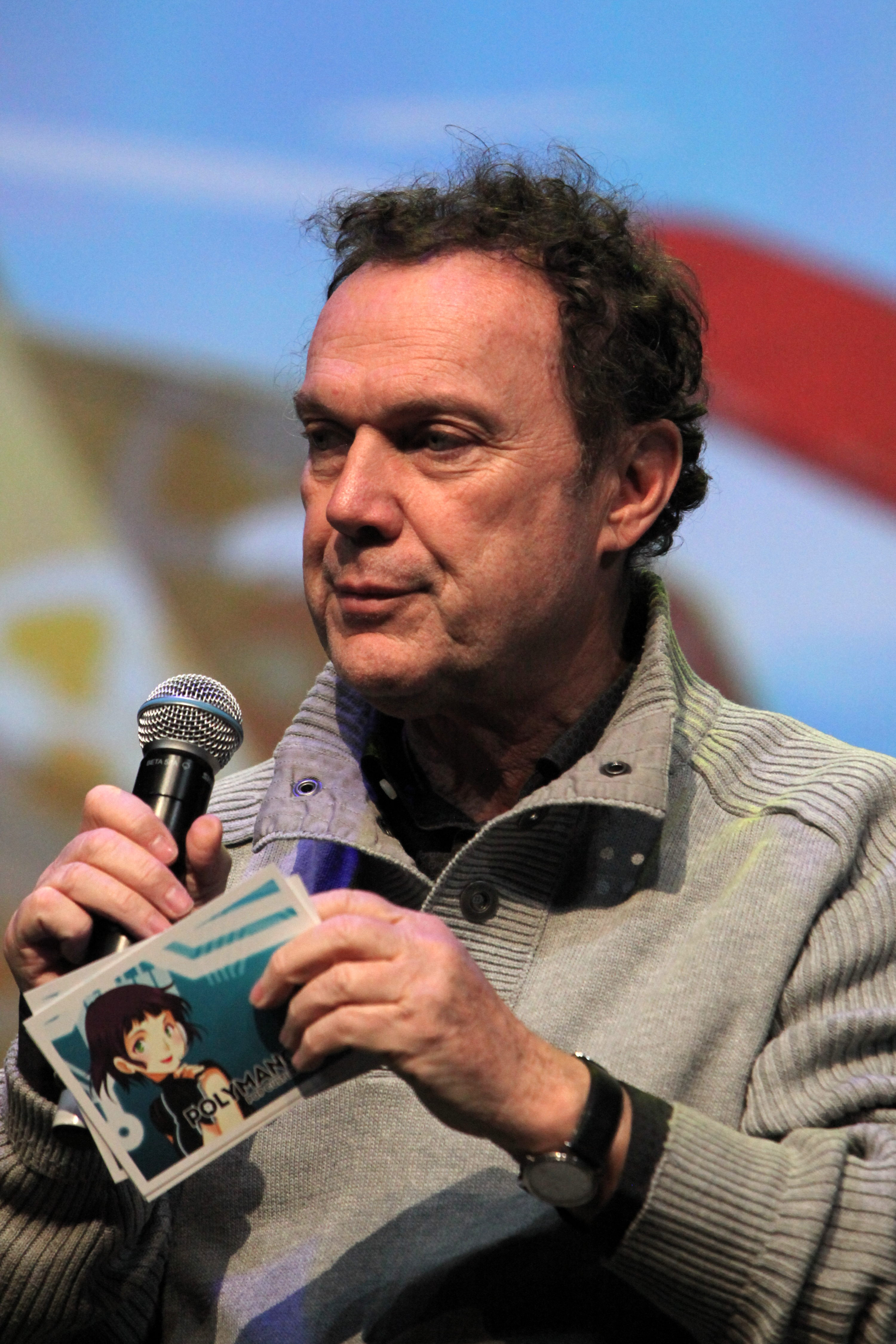
Julien Lepers

#### Résultats et éliminations
(novembre 2021).
| Célébrités |      |      |      |      |      |      |                |           |      |      |
| Célébrités | Jour | Jour | Jour | Jour | Jour | Jour | Jour           | Jour      | Jour | Jour |
| Célébrités | 3    | 6    | 9    | 12   | 15   | 18   | 21 Demi-Finale | 22 Finale |      |      |
| ---------- | ---- | ---- | ---- | ---- | ---- | ---- | -------------- | --------- | ---- | ---- |
| Gérard     | 10e  | 2e   | 5e   | 7e   | Chef | 4e   | Qualifié       | 1er       |      |      |
| Frédérick  | 3e   | 8e   | Chef | 6e   | 2e   | 5e   | 1er            | 2e        |      |      |
| Capucine   | 6e   | 5e   | 7e   | Chef | 6e   | 3e   | Qualifiée      | 3e        |      |      |
| Giovanni   | 5e   | 6e   | 4e   | Imm  | 4e   | 2e   | Qualifié       | 4e        |      |      |
| Candice    | 8e   | 4e   | 7e   | Chef | 5e   | Chef | 5e             |           |      |      |
| Nilusi     | 4e   | 7e   | 2e   | Imm  | 3e   | 6e   |                |           |      |      |
| Brahim     | 9e   | Chef | 6e   | Imm  | 7e   |      |                |           |      |      |
| Sloane     | 2e   | 9e   | 3e   | 8e   |      |      |                |           |      |      |
| Alexandra  | 7e   | 3e   | 9e   |      |      |      |                |           |      |      |
| Frédéric   | Chef | 10e  |      |      |      |      |                |           |      |      |
| Julien     | 11e  |      |      |      |      |      |                |           |      |      |

Légende couleurs
 Indique que la célébrité est protégée par une autre célébrité.
 Indique que la célébrité est le chef de camp.
 Indique que la célébrité est immunisée à la suite d'une victoire d'épreuve.
 Indique que la célébrité est en ballotage.
 Indique que la célébrité est en ballotage et est éliminée.
 Indique que la célébrité est en ballotage et abandonne.
 Indique que la célébrité n'est plus sur le camp.
 Indique que la célébrité est troisième.
 Indique que la célébrité est deuxième.
 Indique que la célébrité est vainqueur.

## Audiences

### Saison 1
La finale a réuni 5,8 millions de téléspectateurs, soit 28,7 % de parts de marché, et a été battue en audience par la série PJ sur France 2[réf. nécessaire]. Les quotidiennes ont rassemblé en moyenne 3,9 millions de téléspectateurs, soit 27,4 % de parts de marché, un score bien inférieur à celui réalisé par La Ferme aux Célébrités ou Première Compagnie diffusées auparavant sur TF1.

### Saison 2
| Type           | Jour et horaire de diffusion          | Audience moyenne          | Audience moyenne | Classement | Références |
| Type           | Jour et horaire de diffusion          | Nombre de téléspectateurs | PDM              | Classement | Références |
| -------------- | ------------------------------------- | ------------------------- | ---------------- | ---------- | ---------- |
| Divertissement | Mardi 9 juillet 2019 (21h10 - 23h50)  | 3 089 000                 | 19,4 %           | 1er        | [ 12 ]     |
| Divertissement | Mardi 16 juillet 2019 (21h10 - 23h25) | 2 608 000                 | 16 %             | 1er        | [ 13 ]     |
| Divertissement | Mardi 23 juillet 2019 (21h10 - 23h30) | 2 407 000                 | 15,7 %           | 1er        | [ 14 ]     |
| Divertissement | Mardi 30 juillet 2019 (21h10 - 23h10) | 2 604 000                 | 15,1 %           | 1er        | [ 15 ]     |
| Divertissement | Mardi 6 août 2019 (21h10 - 23h10)     | 2 360 000                 | 14,6 %           | 2e         | [ 16 ]     |
| Divertissement | Mardi 13 août 2019 (21h10 - 23h00)    | 2 234 000                 | 14,1 %           | 2e         | [ 17 ]     |
| Divertissement | Mardi 20 août 2019 (21h10 - 23h10)    | 2 347 000                 | 14,5%            | 2e         |            |

Légende :
- Meilleur score de la saison
- Plus mauvais score de la saison

Notes
Le 6 août, le premier épisode de la série La Stagiaire sur France 3 est arrivé premier en nombre de téléspectateurs (200 000 de plus que l'épisode de Je suis une célébrité, sortez-moi de là !). Sur l'ensemble de la soirée la série de France 3 a réuni 2,43 millions de téléspectateurs contre 2,36 pour l'émission de TF1.

## Autour de l'émission

### Saison 1
Clara Morgane, Karen Mulder, Marie de Villepin (fille du Premier ministre Dominique de Villepin), Thomas Fabius (fils de Laurent Fabius), Grace Jones, Adeline Blondieau, Philippe Candeloro et Xavier Anthony (« expert cuisine » de l'émission Queer, cinq experts dans le vent) ont refusé de participer au programme.
David Ginola, Doriane Vidal et Thierry Redler ont été contactés mais n'y ont finalement pas participé. 
De fausses rumeurs ont évoqué les noms de Christine Bravo, Ludovic Chancel (fils de Ringo et Sheila), Fiona Gélin, Romain Sardou (fils de Michel Sardou) , Stéphane Tapie (fils de Bernard Tapie), Laurent Ournac et Jenna de Rosnay.
Le générique de la première saison est composé d'un cri de Tarzan suivi de la descente des célébrités d'un avion fictif posé au cœur de la jungle. On y entend les voix de Jean-Pierre Foucault et Christophe Dechavanne crier Je suis une célébrité, sortez-moi de là !

### Saison 2
Le 14 septembre 2018 il est dévoilé que le comédien Thierry Lhermitte est intéressé pour intégrer le casting de cette 2e saison,.
Le 22 novembre 2018 lors d'une interview, Loana Petrucciani annonce vouloir de nouveau participer au programme, treize ans après sa  participation. Dans la version originale, I'm a Celebrity… Get Me Out of Here!, cela a été le cas avec Katie Price, qui a participé à deux saisons différentes (les saisons 3 et 9).
Le 26 décembre 2018 il est dévoilé que l'ancien patineur et commentateur sportif Philippe Candeloro est intéressé de participer à cette deuxième saison du programme.
Lors de l'émission médias Touche pas à mon poste ! du 22 janvier 2019, Lhermitte, Loana et Candeloro ont été dévoilés une nouvelle fois, ainsi que Benoît Dubois. Le 24 janvier 2019 Candeloro annonce avoir été approché, mais qu'il n'a pas été retenu parmi les 11 célébrités participantes.
Lors de l'émission médias Touche pas à mon poste ! du 24 janvier 2019, il est dévoilé que Gérard Vivès fera partie des candidats.
Le 25 janvier 2019 Télé Loisirs annonce la participation de l'animateur de télévision Alex Goude. Quant à Estelle Lefébure et Luis Fernandez, tous deux ne pourront pas participer à cette deuxième saison à cause d'un problème d'emploi du temps.
Trois nouveaux noms sont dévoilés par plusieurs médias le 4 février 2019, à savoir Alexandra Rosenfeld, Julien Lepers et Candice Pascal,.
Le 7 février 2019 deux noms s'ajoutent, ceux de Capucine Anav et de Brahim Asloum.
Le lendemain est révélé dans l'émission TPMP People que l'influenceur et mannequin Giovanni Bonamy sera également candidat.
L'animateur d'NRJ Aymeric Bonnery, l'ancien champion de natation Frédérick Bousquet et Nilusi Nissanka des Kids United sont annoncés le 10 février 2019,.
Le 13 février 2019 ce sont les noms de Frédéric Longbois (ancien candidat de The Voice), et Sloane de l'ancien duo Peter et Sloane qui sont annoncés.